# Ludwig von Erhardt
Johann Christoph Ludwig Erhardt, seit 1835 von Erhardt (* 21. Juni 1787 in Hadamar; † 30. Mai 1872 in Breslau) war ein preußischer Generalleutnant und Inspekteur der 3. Artillerie-Inspektion.

## Leben

### Herkunft
Ludwig war der Sohn von Johann Philipp Erhardt und dessen Ehefrau Karoline Wilhelmine, geborene Werner.

### Militärkarriere
Erhardt studierte an der Universität Herborn, trat in die Preußische Armee und wurde am 18. Juli 1807 in die Ostpreußischer Artillerie-Brigade abgestellt. Er avancierte Mitte November 1810 zum Sekondeleutnant und nahm 1812 während des Feldzuges gegen Russland an den Gefechten bei Eckau, Garossenkrug und Wollgund teil.
Während der Befreiungskriege war er Adjutant beim Führer der Artillerie des I. Armeekorps. In der Schlacht an der Katzbach erwarb Erhardt das Eiserne Kreuz II. Klasse. Er kämpfte bei Leipzig, Laon und Paris, nahm am Übergang bei Wartenburg sowie an den Gefechten bei Löwenberg, Goldberg, Bunzlau, Hochkirch, Freyburg, Eisenach, Saarlouis, St. Dizier, La Chaussee, Chalons-sur-Marne, Montmirail, Chateau-Thierry, La Fere und Meaux teil. Für Claye erhielt er mehrere Belobigungen.
Am 12. April 1815 wurde Erhardt zur Reitenden Gardeartillerie versetzt und Mitte 12. Juni 1815 zum Premierleutnant befördert. Am 12. April 1816 stieg er zum Kapitän und Chef der 2. Reitenden Kompanie der Garde-Artillerie-Brigade auf. Am 23. Juni 1824 kam er dann als Adjutant zur Generalinspektion der Artillerie und wurde am 14. Juli 1824 der Garde-Artillerie-Brigade aggregiert. Am 21. April 1828 wurde er dann zum Major befördert. Am 10. September 1835 beauftragte man Erhardt mit der Führung der 5. Artillerie-Brigade. In dieser Stellung erhielt er am 30. September 1835 den Orden der Heiligen Anna II. Klasse und wurde am 19. Oktober 1835 in den erblichen preußischen Adelsstand erhoben.
Am 18. März 1836 erfolgte seine Ernennung zum Brigadier und am 3. April 1836 war Erhardt zugleich auch als Mitglied der Examinationskommission für Artillerie-Premierleutnants sowie ab November 1837 als Mitglied für die Kommission zur Ausarbeitung einer neuen Dienstreglements das Armee tätig. Der russische Zar zeichnete Erhardt am 8. Juni 1838 mit den Brillanten zum Orden der Heiligen Anna aus und schenkte ihm am 24. Februar 1839 eine Chiffredose mit Brillanten. Er wurde am 30. März 1839 zum Oberstleutnant befördert, erhielt am 26. September 1843 den Orden des Heiligen Wladimir III. Klasse und avancierte bis Mitte September 1846 zum Oberst. Am 27. März 1847 wurde Erhardt unter Beförderung zum Generalmajor zum Inspekteur der 3. Artillerie-Inspektion ernannt. Am 23. März 1852 wurde er zum Generalleutnant befördert. Am 18. April 1854 erhielt er seinen Abschied mit Pension. Anlässlich des 100-jährigen Bestehens der preußischen Reitenden Artillerie verlieh ihn der König den Roten Adlerorden I. Klasse mit Eichenlaub. Er starb am 30. Mai 1872 in Breslau.
Der Generalinspekteur der Artillerie Prinz Adalbert von Preußen schrieb am 30. Dezember 1847 in seiner Beurteilung: „Mit Leib und Seele Soldat, bewährt er sich auch in seinem neuen Wirkungskreise, zu dem ihn besonders seine ritterliche Gesinnung, seine Energie, seine gute allgemeine und artilleristische Bildung, seine Umsicht und Gewandtheit in der Truppenführung, seine rege Tätigkeit und sein großen Diensteifer geschickt machen.“

### Familie
Erhardt heiratete am 21. Mai 1815 in der Dorotheenstädtischen Kirche in Berlin Wilhelmine Amalie Bode (1792–1857), die Tochter des Hofastronomens Johann Elert Bode. Das Paar hatte mehrere Kinder:
- Rudolf Otto Adalbert (1816–1882), preußischer Generalmajor ⚭ Caroline Herrmanna von Knobelsdorff (1819–1887) (Niederländische Linie)
- Otto Ludwig (1823–1850), preußischer Premierleutnant, gefallen bei Friedrichstadt